# Norman Holter
Norman Jefferis Holter (1. února 1914 Helena – 21. července 1983 Helena) byl americký fyzik, biolog a vynálezce přenosného zařízení pro zaznamenávání srdeční aktivity známé jako Holterův monitor neboli Holter.

## Biografie
V roce 1937 vystudoval Kalifornskou univerzitu v Los Angeles, kde získal magisterský titul z chemie a fyziky. Postgraduální vzdělání dovršil na univerzitě v Heidelbergu a Chicagské univerzitě. Během druhé světové války působil jako hlavní fyzik amerického námořnictva, kde zkoumal chování mořských vln. V roce 1946 stál v čele vládní výzkumné skupiny, která testovala atomovou bombu na atolu Bikini. Po válce pokračoval ve službách státu v Komisi pro atomovou energii Spojených států amerických a v letech 1955 až 1956 působil jako prezident Společnosti pro nukleární medicínu. Po vynálezu svého monitorovacího zařízení se stal v roce 1964 přednášejícím na Kalifornské univerzitě v San Diegu.
Zálibu našel ve vědě a umění, zejména v sochařství a jazzu. Za své úspěchy se stal ve vědeckém okruhu poměrně populárním, ale sláva ho, podle jeho slov, „zatěžovala“. Uvedl, že lékaři jej jednou požádali o autogram, načež jim odpověděl: „O čem to mluvíte? Vypadám jak filmová hvězda?“ a nabídl jim sklenici vína.
Zemřel ve věku 69 let 21. července 1983 a na jeho pomníku jsou vytesána slova jeho manželky — Jediná věc, kterou ti nikdo nemůže vzít, je to, co víš.

## Holterův monitor
Roku 1947 v Heleně Holter ze svých finančních prostředků založil společnost Holter Research Foundation a jako její cíl stanovil, že sestrojí přenosné zařízení, které bude monitorovat elektrofyziologické procesy srdce, aniž by pacient musel po celou dobu monitorování být na lůžku. První monitorovací zařízení sestrojil taktéž roku 1947 a skládalo se robustního rádiového vysílače EKG a dvou baterií o hmotnosti 38 kg (viz fotografie).
Technický pokrok v 50. letech 20. století potom umožnil snížit hmotnost zařízení na 1 kg a zmenšit jeho rozměry na 19,5 x 9,8 x 4,6 cm. To bylo možné díky objevení a následné výrobě tranzistorů, které nahradily záznam na datová média rádiovým přenosem. Holter a jeho spolupracovníci také vyvinuli systém přehrávání, který umožňoval zobrazovat zaznamenané EKG na displeji. Na počátku 50. let navštívil Holterovu laboratoř Paul Dudley White, v té době známý kardiolog. White byl Holterovou prací nadšen a pronesl, že tento vynález prodlouží miliony životů.
Oficiálně svou metodu publikoval v roce 1961 v americkém časopisu Science ve článku s názvem Nová metoda pro studium srdce (anglicky New method for heart studies), ve kterém seznámil čtenáře se svým zařízením. V té době Holterův monitor využíval k záznamu činnosti srdce kazety a baterie, které umožňovaly desetihodinový záznam.
Nový vynález odkryl medicíně široké možnosti a počet zachráněných životů díky němu spočítat nelze. Holter za svůj objev obdržel čestný doktorát na Carrollově univerzitě v Montaně za vynikající přínos pro vědu a roku 1964 získal titul profesora na Kalifornské univerzitě v San Diegu, kde potom i přednášel.
Po smrti Holtera roku 1983 byl přístroj nadále vylepšován dalšími skupinami vědců a lékařů až se dostal do podoby, kterou známe dnes.